# Градоначальники Тольятти
На протяжении времён название должности главы города Ставрополя-Тольятти менялось. Это были коменданты, городничие, бургомистры, городские головы, первые секретари горкома партии, председатели горисполкома, главы городской администраций, мэры.

## Правовая основа
Положение «О проведении конкурса по отбору кандидатур на должность главы городского округа Тольятти Самарской области» утверждённого Решением Думы Тольятти от 18.01.2017 № 1306. Полномочия главы городского округа Тольятти закреплены в статье 33 Устава городского округа Тольятти от 30 мая 2005 г. N 155

## В Российской империи

### Коменданты крепости Ставрополь

Герб 1780

| - Змеев Андрей Иванович (?—1742) — в 1737 году назначен первым комендантом строящейся крепости Ставрополь. - Кольцов Пётр — полковник, комендант в 1743—1744 годах. - Люткин Иван — полковник, комендант Ставрополя в 1744—1747 гг. - Болотков (Болоткоев) Фёдор — полковник, комендант Ставрополя 1747—1748 гг. - Останков Григорий Львович — комендант Ставрополя в 1749—1752 гг. Первым получил полную судебную, войсковую, административную и полицейскую власть. - Семёнов — майор, комендант в 1773 году.- - Фегезак, Иван Захарович фон (1720—1774) — бригадир, комендант г. Ставрополя в 1773—1774 годах, казнён отрядом Фёдора Дербетева при захвате города во время восстания Емельяна Пугачёва. | - Стрелков Степан Петрович — секунд-майор, назначен в 1774, но до Ставрополя так и не доехал, был направлен на подавление восстания. - Чегодаев Николай Михайлович (1733—1776) — премьер-майор, князь, назначен в январе 1774 - Демарин, Отто Христофорович (1735—1786) — полковник, комендант с июня 1774 по 24 марта 1786 года. - Соколов Андрей Николаевич — комендант Ставрополя в 1796 году. - Цызырев Алексей Ильич — бригадир, комендант с 1797 года. |

### Городничие Ставрополя
| - Кильхен, Карл Христианович — городничий Ставрополя в 1806—1814 гг. - Соколовский, Иван Иванович (?—1830) — городничий Ставрополя в 1815—1820 гг. - Толмачёв, Пётр Иванович (?—1879) — городничий Ставрополя в 1821—1824 гг. - Пацковский, Павел Петрович — городничий в 1825—1830 гг. - Иванов, Пётр — городничий Ставрополя в 1831—1832 гг. - Сеченов, Павел Дмитриевич — городничий Ставрополя в 1832—1833 гг. - Максутов, Пётр Егорович (1789—1852) — городничий Ставрополя в 1834—1839 гг. - Политковский, Алексей Симонович — ставропольский городничий в 1840 г. - Гавриков, Василий Яковлевич — городничий в 1844—1847 гг. | - Алексеев — квартальный надзиратель, исполнявший должность городничего в 1848 г. - Калистратов, Степан Александрович — городничий в 1849—1850 гг. - Белов, Григорий Захарович (?—1869) — городничий Ставрополя в 1851—1854 гг. - Мокеев, Егор Иванович — городничий в 1854—1855 гг. - Степанов, Христофор Алексеевич — городничий Ставрополя в 1856—1857 гг. - Марков, Яков Владимирович — городничий Ставрополя в 1858—1860 гг. - Дружинин, Иван Сергеевич — городничий Ставрополя в 1860—1862 гг. - Корольков, Иван Иванович — [когда?] - Политковский, Алексей Симонович — [когда?] |

### Бургомистры и городские головы
| - Киреев Фёдор Иванович — бургомистр Ставрополя в 1806 г. - Пантелеев Александр Тимофеевич — городской голова Ставрополя в 1823 г. - Пантелеев Тимофей Васильевич (1792—1858) — городской голова Ставрополя в 1824 - Гурьев Алексей — ставропольский бургомистр в 1834 г. - Кузнецов Иван Иванович — городской голова Ставрополя (упоминается в 1835, 1858) - Мартынов Пётр — бургомистр Ставрополя (упоминается в 1836, 1843 гг.) - Игумнов — бургомистр Ставрополя в 1846 г. - Якимов Иван Дмитриевич — городской голова Ставрополя в 1848 г. - Скалкин Пётр Кузьмич — ставропольский бургомистр в 1849 г. - Буторов Алексей Дмитриевич (1790—1857) — ставропольский городской голова в 1850 г. - Яхонтов Виктор Степанович — ставропольский городской голова в 1854—1855 гг. | - Фролов Данила Ефимович — ставропольский бургомистр в 1856 г. - Климушин Николай Александрович (1838—1915) — городской голова в 1861 г. - [[Бесчастнов, Иван Васильевич — ставропольский городской голова в 1864 г. - Климушин Василий Иванович (1820—1882) — городской голова в 1870 г. - Пантелеев Сергей Тимофеевич (1838—1888) — городской голова Ставрополя в 1873—1888 гг. Сын Т. В. Пантелеева. - Киселёв Степан Александрович (1835—1915) — городской голова в 1888 г. Создал первый городской общественный банк, организовал телеграфную связь с Самарой. - Буланов Николай Иванович — городской голова Ставрополя в 1902 г. - Цезарев Пётр Григорьевич(1861—после 1920) — городской голова в 1903—1906 гг. - Войнатовский Венедикт Михайлович — (1857—после 1920) — городской голова Ставрополя в 1915—1917 гг. Построил и оборудовал современную типографию, где издавал местную газету "Средне-Волжское свободное слово", став её главным редактором. |

## В РСФСР и СССР

### Первые секретари райкома-горкома ВКП(б)-КПСС
В Советском союзе Коммунистическая партия Советского Союза (КПСС) являлась руководящей и направляющей закреплённой в ст. 6 Конституции СССР, в управлении населёнными пунктами, первый секретарь райкома/горкома партии имел статус выше председателя исполкома (райисполком/горисполком) Совета народных депутатов.

| - Бенкин Самуил Иосифович (1899—1937) — первый секретарь Ставропольского райкома РК ВКП(б) 1932—1933 г. - Звягин Василий Максимович (1903—?) — первый секретарь Ставропольского райкома РК ВКП(б) 1933—1936 г. - Афонин Александр Викторович (1900—?) — первый секретарь Ставропольского райкома РК ВКП(б) 1939—1941 г. | - Миськин Василий Леонтьевич (1903—?) — первый секретарь Ставропольского райкома РК ВКП(б) 1941—1942 г. - Аркин Моисей Симхович (1904—?) — первый секретарь Ставропольского райкома РК ВКП(б) 1942 — 1951 г. → (внук Андрей Аркин, род. 1959 проживает в Самаре). |

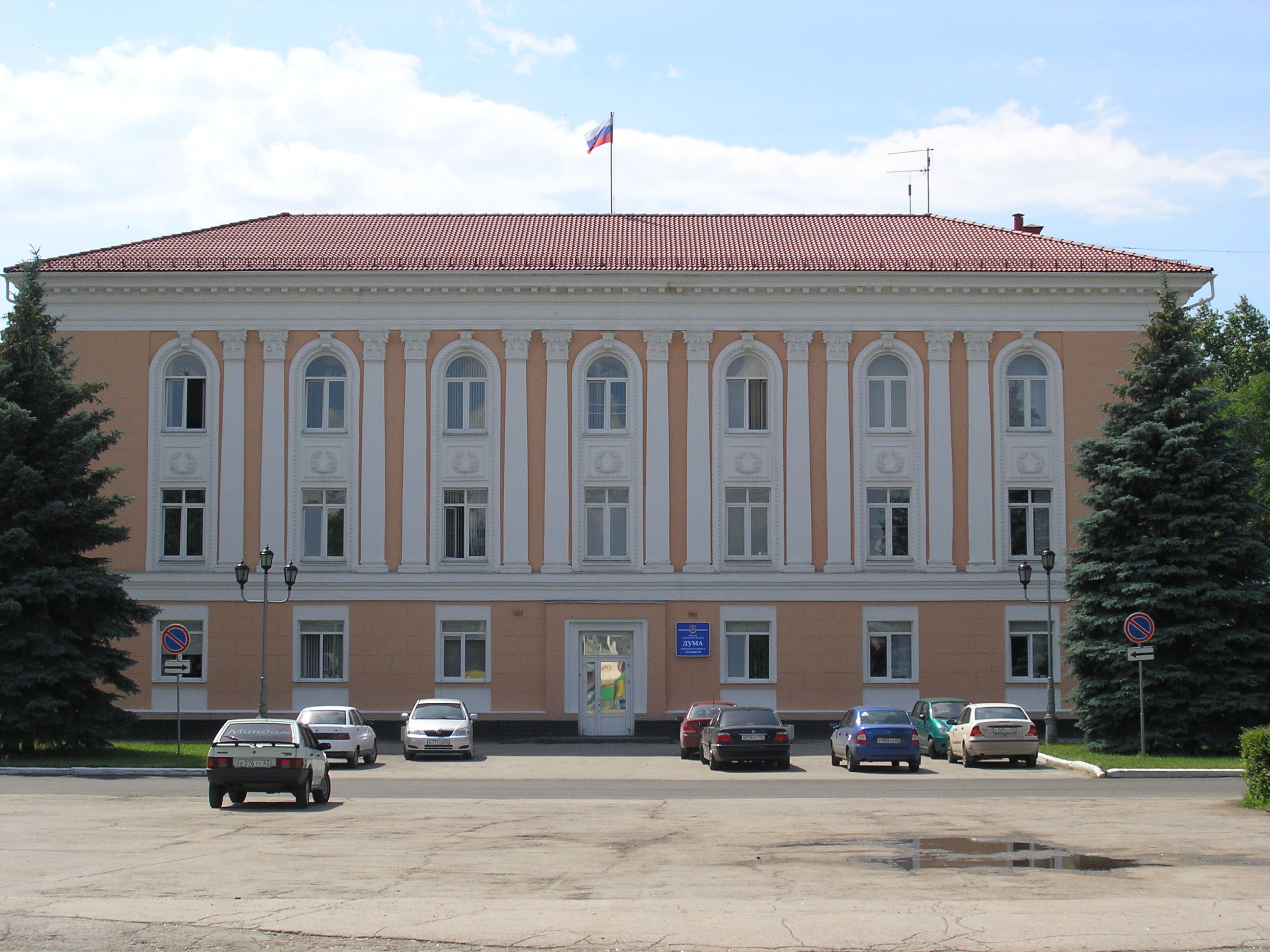
Здание Тольяттинского горкома партии КПСС, ныне здание Тольяттинской городской думы. Центральная площадь, дом 4

| # | Фото | Ф. И. О.                                      | В должности | В должности |                                                         |
| # | Фото | Ф. И. О.                                      | Начало      | Окончание   |                                                         |
| - | ---- | --------------------------------------------- | ----------- | ----------- | ------------------------------------------------------- |
|   |      | Елизаветин, Алексей Иванович (1915—2001)      | 1951 год    | 1954 год    | Первый секретарь Ставропольского горкома ГК ВКП(б)/КПСС |
|   |      | Паренский, Александр Тихонович (1925—2004)    | 1954 год    | 1956 год    | Первый секретарь Ставропольского горкома ГК КПСС        |
|   |      | Краснушкин, Александр Афанасьевич (1918—1991) | 1955 год    | 1958 год    | Первый секретарь Ставропольского горкома ГК КПСС        |
|   |      | Орлов, Иван Фёдорович (1919—2008)             | 1961 год    | 1963 год    | Первый секретарь Ставропольского горкома ГК КПСС        |
|   |      | Андреев, Геннадий Николаевич (1936—1986)      | 1965 год    | 1967 год    | Первый секретарь Ставропольского горкома ГК КПСС        |
|   |      | Оболонков, Николай Харитонович (1926—2000)    | 1967 год    | 1976 год    | Первый секретарь Тольяттинского горкома ГК КПСС         |
|   |      | Русаков, Евгений Вениаминович (1933—1995)     | 1976 год    | 1982 год    | Первый секретарь Тольяттинского горкома ГК КПСС         |
|   |      | Туркин, Сергей Иванович (1929—1992)           | 1982 год    | 1988 год    | Первый секретарь Тольяттинского горкома ГК КПСС         |
|   |      | Фадеев, Юрий Петрович (1938—2006)             | 1988 год    | 1991 год    | Первый секретарь Тольяттинского горкома ГК КПСС         |

### Председатели Ставропольского исполнительного комитета городского Совета

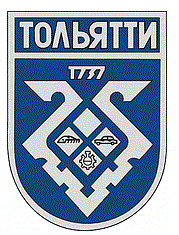
Герб 1982

- Баныкин, Василий Васильевич (1888—1918) — первый председатель горисполкома в 1918 году
- Соколов—Соловьёв Акакий Михайлович (1876—1918). Погиб в «поезде смерти» при восстании чехословацкого корпуса.[4]

### Председатели Ставропольского исполнительного комитета уездного Совета
- Шатилов Яков Алексеевич — председатель исполкома Ставропольского уездного Совета рабочих, солдатских и крестьянских депутатов (1919—1920)
- Козырьков Иван Трофимович (1888—1944) — председатель исполкома Ставропольского уездного Совета рабочих, солдатских и крестьянских депутатов (1920—1921)
- Набоков Сергей Павлович (1898-?) — председатель исполкома Ставропольского уездного Совета рабочих, крестьянских и солдатских депутатов (1922)
- Модало Леонид Максимович (1893—?) — председатель исполкома Ставропольского уездного Совета рабочих, крестьянских и красноармейских депутатов (1921—1925)

### Председатели исполнительного комитета районного Совета
| - Ряполов Тимофей Иванович (1888-?) — председатель исполкома Ставропольского районного Совета депутатов трудящихся (1930) - Зайцев Фома Николаевич (1890-?) — председатель исполкома Ставропольского районного Совета депутатов трудящихся (1931—1932). - Цветков Константин Васильевич (1891-?) — председатель исполкома Ставропольского сельского Совета депутатов трудящихся (1932—1933) - Яйков Михаил Алексеевич (1904-?) — председатель исполкома Ставропольского районного Совета депутатов трудящихся (1933—1934) - Шибаев — 1935 год. - Багель — 1935 год. - Гордеев Александр Павлович (1893-?) — председатель исполкома Ставропольского районного Совета депутатов трудящихся (1935—1937). - Спиридонов Иван Петрович — 1938—1939 годы. | - Постников Василий Павлович (1908-?) — 1939—1941 годы. - Чехов Павел Афанасьевич — 1941 год. - Горюнов Фёдор Ильич — председатель исполкома Ставропольского районного Совета депутатов трудящихся (1943). - Медведев Алексей Николаевич — 1943 год. - Медведев Александр Николаевич (председатель исполкома)\|Медведев, Александр Николаевич]] (1907-?) — 1943 год. - Ключников Пётр Гордеевич — 1943—1946 годы. - Диженин Семён Сергеевич (1905-?) — 1946—1949 годы. - Никитин Александр Прокофьевич (1900-?) — 1950—1951 годы. - Нуянзин Николай Иванович (1912-?) — 1953—1959 годы. |

### Председатели Горисполкома
- Съёмщиков Виктор Георгиевич (1910—?) — председатель Ставропольского горисполкома Совета депутатов трудящихся 1950—1951
- Мельников Андрей Осипович (1908—?) — председатель Ставропольского горисполкома Совета депутатов трудящихся 1951—1955
- Эльменкин Сергей Никифорович (1912-?) — председатель Ставропольского горисполкома Совета депутатов трудящихся 1955—1957

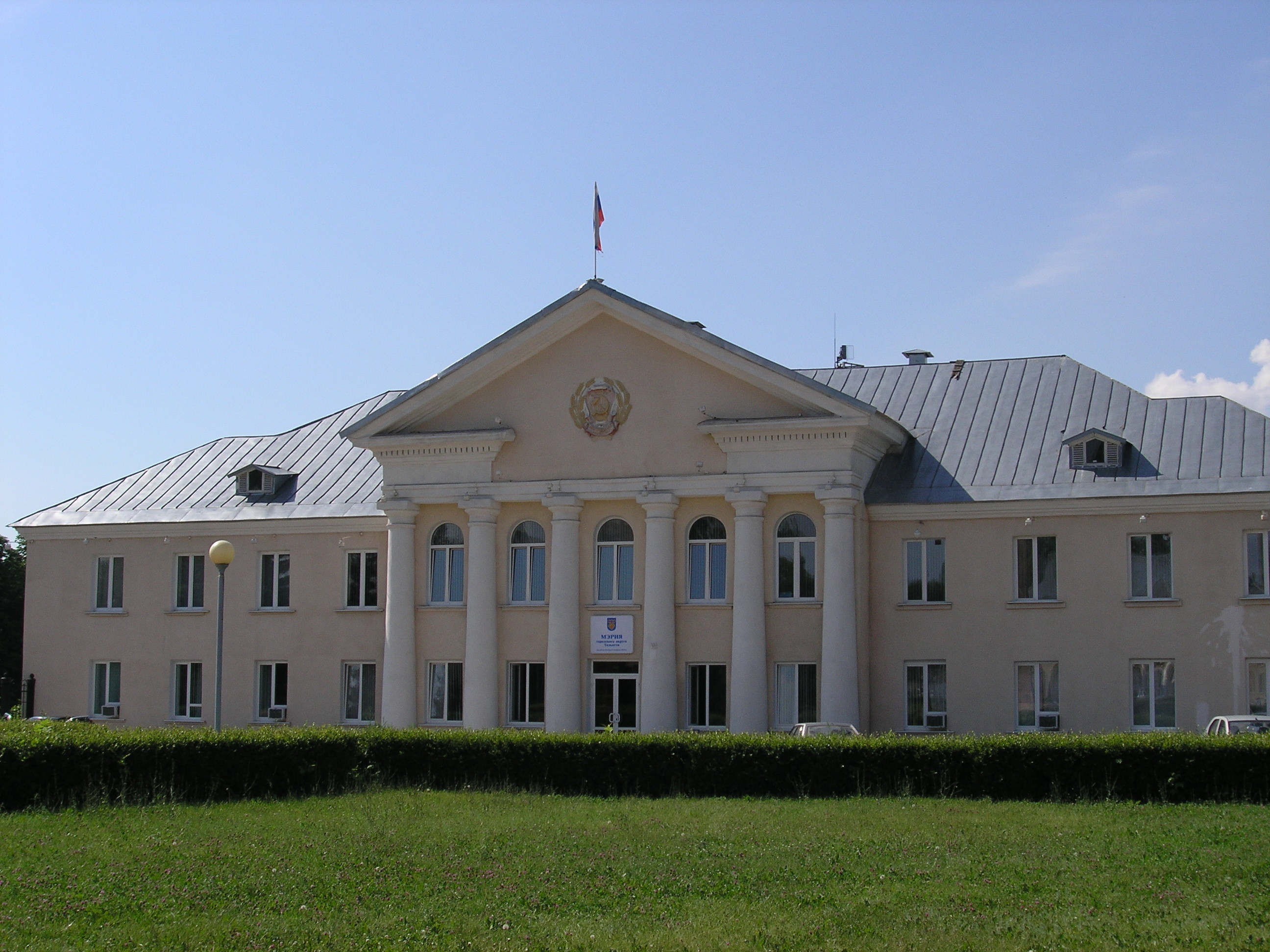
Здание Тольяттинского горисполкома Совета народных депутатов, ныне здание Мэрии города Тольятти.
Площадь свободы, дом 4

| # | Фото | Ф. И. О.                                   | В должности | В должности |                                                                                      |
| # | Фото | Ф. И. О.                                   | Начало      | Окончание   |                                                                                      |
| - | ---- | ------------------------------------------ | ----------- | ----------- | ------------------------------------------------------------------------------------ |
|   |      | Паренский, Александр Тихонович (1925—2000) | 1957 год    | 1958 год    | Председатель Ставропольского горисполкома Совета депутатов трудящихся                |
|   |      | Потапов, Семён Яковлевич (1916—1998)       | 1958 год    | 1963 год    | Председатель Ставропольского горисполкома Совета депутатов трудящихся                |
|   |      | Прасолов, Василий Фёдорович (1927—2000)    | 1963 год    | 1971 год    | Председатель Ставропольского-Тольяттинского горисполкома Совета депутатов трудящихся |
|   |      | Кашунин, Борис Самуилович (1931—1978)      | 1971 год    | 1978 год    | Председатель Тольяттинского горисполкома Совета народных депутатов                   |
|   |      | Туркин, Сергей Иванович (1929—1992)        | 1978 год    | 1982 год    | Председатель Тольяттинского горисполкома Совета народных депутатов                   |
|   |      | Дубцов, Анатолий Дмитриевич (1934—2006)    | 1982 год    | 1988 год    | Председатель Тольяттинского горисполкома Совета народных депутатов                   |
|   |      | Фадеев, Юрий Петрович (1938—2006)          | 1988 год    | 1989 год    | Председатель Тольяттинского горисполкома Совета народных депутатов                   |
|   |      | Микель, Борис Мирославович (1947—1999)     | 1989 год    | 1992 год    | Председатель Тольяттинского горисполкома Совета народных депутатов                   |

## Реформа в постсоветский период
В 1990 году, в период перестройки и либеральных реформ, депутатами Верховного Совета СССР была отменена 6-я статья в Конституции СССР «О руководящей и направляющей роли партии КПСС», из Исполкома выведен Совет народных депутатов в самостоятельный городской совет (Горсовет), разделив некогда единые полномочия исполкомов на исполнительную в лице Исполкомов — под руководством Микеля Бориса Мирославовича и законодательную власть в лице «Тольяттинского городского совета народных депутатов» — председателем которого был избран Антонов Игорь Германович.
В 1993 году после Распада СССР на основании Указа и распоряжения Президента России Бориса Ельцина вновь была проведена реформа исполнительных и законодательных органов, с роспуском «Исполкома» и «Горсовета» образовав «Администрацию города» под руководством назначаемого Главы города Николая Уткина и «Тольяттинскую городскую думу» под руководством Председателя думы Александра Дроботова, в последующей реформе Администрация была упразднена в «Мэрию города» с общегородскими выборами мэра.
После запрета КПСС, имущество партии было изъято, здание Тольяттинского горкома партии → передано «Тольяттинской городской думе», здание Тольяттинского горисполкома передано → городской администрации (мэрии).
В 1994—2014 годах Мэр города избирался гражданами зарегистрированных на территории городского образования, на основе всеобщего равного и прямого избирательного права.
В 2017 году, на основании Закона Самарской области «О порядке избрания глав городских округов Самарской области» от 14 ноября 2014 года № 116-ГД избираются по результатам конкурсной комиссией депутатами «Тольяттинской городской думы». Думой Тольятти увеличена заработная плата Главы города в 210 000 (двести десять тысяч) рублей в месяц
11 декабря 2018 года Дума Тольятти в результате индексации, увеличила зарплату Главы города, за три года втрое, которая в 2019 году составила 348,5 тыс. рублей в месяц и 4 млн 183 тыс. рублей в год.
17 апреля 2019 года по инициативе ЛДПР на голосовании городской думы было предложено снизить зарплату главы города, Единая Россия проголосовала против, КПРФ и Справедливая Россия воздержались.
18 февраля 2021 году после критики в бездействии в работе главы города Сергея Анташева состоявшегося 17 февраля на прямой линии с губернатором Самарской области Дмитрием Азаровым, глава города Сергей Анташев за год до истечения своих полномочий, ушёл досрочно в отставку. Исполняющим обязанности был назначен первый заместитель Игорь Ладыка.
В декабре 2024 году врио главы города Илья Сухих постановлением администрации Тольятти от 26.12.2024 №2464-п/1 увеличил должностные оклады чиновникам городской администрации в 1.055 раза. С 1 января 2025 г. должностной оклад главы города составил 367,6 тыс.рублей в месяц и 4,413 млн.руб в год.

## В Российской Федерации

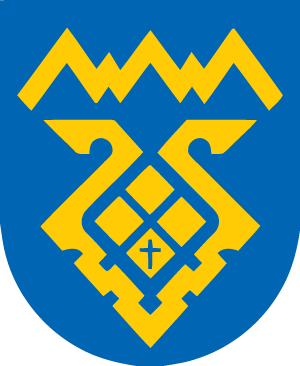
Герб 1996

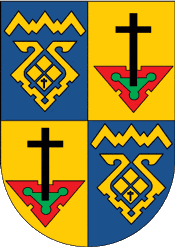
Праздничный вариант герба

### Исполнительная власть
| # | Фото | Ф. И. О.                                 | В должности                                      | В должности    | Исполнительная власть                                           |
| # | Фото | Ф. И. О.                                 | Начало                                           | Окончание      | Исполнительная власть                                           |
| - | ---- | ---------------------------------------- | ------------------------------------------------ | -------------- | --------------------------------------------------------------- |
| 1 |      | Уткин, Николай Дмитриевич (род.1949)     | 1992 год                                         | 1994 год       | Глава города Тольятти                                           |
| 1 |      | Жилкин, Сергей Фёдорович (1960—2008)     | 1994 год                                         | 2000 год       | Мэр городского округа Тольятти                                  |
| 2 |      | Уткин, Николай Дмитриевич (род.1949)     | 2000 год                                         | 2007 год       | Мэр городского округа Тольятти                                  |
| — |      | Иванов, Владимир Витальевич (род.1960)   | 2007 год                                         | 2008 год       | исполняющий обязанности (врио) Мэра городского округа Тольятти  |
| 3 |      | Пушков, Анатолий Николаевич (род.1956)   | 2008 год                                         | 2012 год       | Мэр городского округа Тольятти                                  |
| 4 |      | Андреев, Сергей Игоревич (род.1973)      | 2012 год                                         | 2017 год       | Мэр городского округа Тольятти                                  |
| 5 |      | Анташев, Сергей Александрович (род.1959) | 2017 год                                         | 2021 год       | Глава городского округа Тольятти                                |
| — |      | Ладыка Игорь Николаевич (род.1972)       | де факто с 18 февраля 2021 де юре с 3 марта 2021 | 30 апреля 2021 | Исполняющий обязанности (врио) Главы городского округа Тольятти |
| 6 |      | Ренц, Николай Альфредович (род.1956)     | 2021 год                                         | 2024 год       | Глава городского округа Тольятти                                |
| — |      | Дроботов Андрей Александрович (род.1976) | 25 сентября 2024                                 | 23 ноября 2024 | Исполняющий обязанности (врио) Главы городского округа Тольятти |
| 7 |      | Сухих, Илья Геннадьевич (род.1984)       | с 23 ноября 2024                                 |                | Главы городского округа Тольятти                                |

### Представительная (законодательная) власть
| # | Фото | Ф. И. О.                                  | В должности | В должности     | Законодательная власть                                   |
| # | Фото | Ф. И. О.                                  | Начало      | Окончание       | Законодательная власть                                   |
| - | ---- | ----------------------------------------- | ----------- | --------------- | -------------------------------------------------------- |
| 1 |      | Антонов, Игорь Германович (1953—2022)     | 1990 год    | 1992 год        | Председатель Тольяттинского горсовета народных депутатов |
| 2 |      | Жуков Владимир Анатольевич (род.1951)     | 1992 год    | 1993 год        | Председатель Тольяттинского горсовета народных депутатов |
| 1 |      | Дроботов Александр Николаевич (род.1954)  | 1994 год    | 2009 год        | Председатель Тольяттинской городской думы                |
| 2 |      | Пахоменко Алексей Владимирович (род.1972) | 2009 год    | 2010 год        | Председатель Тольяттинской городской думы                |
| 3 |      | Зверев Алексей Иванович (род.1949)        | 2010 год    | 2012 год        | Председатель Тольяттинской городской думы                |
| 4 |      | Денисов Александр Васильевич (род.1955)   | 2012 год    | 2013 год        | Председатель Тольяттинской городской думы                |
| 5 |      | Микель Дмитрий Борисович (род.1972)       | 2013 год    | 2018 год        | Председатель Тольяттинской городской думы                |
| 6 |      | Остудин Николай Иванович (род.1952)       | 2018 год    | 2023 год        | Председатель Тольяттинской городской думы                |
| 7 |      | Рузанов Сергей Юрьевич (род.1964)         | 2023 год    | настоящее время | Председатель Тольяттинской городской думы                |